# 643. pehotni polk (Wehrmacht)
Za druge 643. polke glejte 643. polk.
643. pehotni polk (izvirno nemško Infanterie-Regiment 643) je bil eden izmed pehotnih polkov v sestavi redne nemške kopenske vojske med drugo svetovno vojno.

## Zgodovina
Polk je bil ustanovljen 10. marca 1940 kot polk 9. vala kot Landesschützen-Regiment Oberost v Čenstohovi iz deželnih strelcev; polk je bil del 351. pehotne divizije.
21. avgusta istega leta je bil polk razpuščen. I. III. in IV. bataljon so bili razporejeni k Heimatwachu za potrebe straže vojnih ujetnikov v Freisingu, medtem ko je bil II. bataljon reorganiziran v 721. stražni bataljon.